# Carretera de Tor
La Carretera de Tor és una pista particular d'ús restringit, propietat de la Comunitat de Copropietaris de la Muntanya de Tor, del terme municipal d'Alins, a la comarca del Pallars Sobirà.
Té l'origen al nord de la vila d'Alins, on enllaça amb la carretera L-510. En surt cap a llevant i, fent nombroses girades a causa de l'alçada que ha de guanyar, de l'accidentat de l'orografia del lloc i dels revolts que forma la vall de la Noguera de Tor, que va resseguint majoritàriament per l'esquerra del riu, mena al poble de Tor en 11,8 quilòmetres. Del seu punt quilomètric 4,8 surt el trencall que, cap al nord, mena al poble de Norís en poc menys d'un quilòmetre. A partir de Tor té continuïtat per una pista de muntanya, també denominada Carretera de Tor cap a Andorra. En el darrer tram enllaça amb la Carretera de Pal, que mena al poble andorrà de Pal a través del Port de Cabús, en territori andorrà la carretera rep el nom de CG-4.
En els seus 11,8 quilòmetres de recorregut puja 404,3 m.